# Massimo Brambati
Massimo Brambati (Milano, 29 giugno 1966) è un procuratore sportivo ed ex calciatore italiano, di ruolo difensore.

## Biografia

### Giocatore

#### Club

Brambati in azione al Bari nel 1991

Cresciuto a Niguarda nelle giovanili della "Frassati", dai Pulcini fino agli Allievi, la sua squadra fu acquistata dal direttore sportivo Oreste Ghezzi dell'A.C. Bovisio Masciago che doveva schierare una squadra Allievi Provinciali nel campionato provinciale monzese.
Massimo fa la trafila nelle giovanili del Bovisio fino ad esordire nel campionato di Prima Categoria 1982-1983 e poi in Promozione lombarda 1983-1984 quando, arrivato a Bovisio un osservatore granata per visionare un altro ragazzo, decide di prendere entrambi per schierarli nel campionato Primavera.
Al primo anno a Torino vince il campionato Primavera 1984-1985.
Arrivato in prima squadra non trovò posto e venne subito ceduto in prestito all'Empoli. Tornato al Torino, ottenne risultati migliori rispetto alla prima stagione, ma nel 1989 andò al Bari, dove rimase per 4 stagioni.
In seguito militò nel Palermo, nella Lucchese, nella Ternana e nel Saronno.

#### Nazionale
Ha fatto parte della Italia under 21 di Cesare Maldini e della spedizione a Seul con la Nazionale Olimpica partecipando all'Olimpiade del 1988.

### Dopo il ritiro
È opinionista su Italia 7 Gold per la trasmissione Diretta Stadio.
Consulente della Gea World fino allo scandalo di Calciopoli del 2006, è stato procuratore, tra gli altri, di Bogdani e Mutu. È stato anche collaboratore di Ariedo Braida, e di Luciano Moggi, suo dirigente ai tempi del Torino.

## Vita privata
È stato sposato per sei anni con la modella e attrice rumena Catrinel Menghia. In precedenza era diventato padre di una bambina, Benedetta, avuta con Paola Cardinale nel 1997.

## Palmarès

### Club
- Coppa Mitropa: 1

Bari: 1990